# Tour de l'Eurométropole 2017
Il Tour de l'Eurométropole 2017, settantasettesima edizione della corsa, valevole come evento dell'UCI Europe Tour 2017 categoria 1.HC, si svolse il 1º ottobre 2017 su un percorso di 188,6 km, con partenza da La Louvière e arrivo a Tournai, in Belgio. La vittoria fu appannaggio del britannico Daniel McLay, che completò il percorso in 4h 20' 20" alla media di 43,467 km/h, precedendo il belga Kenny Dehaes e il francese Anthony Turgis.
Al traguardo di Tournai furono 130 i ciclisti, dei 163 partiti da La Louvière, che portarono a termine la competizione.

## Squadre e corridori partecipanti
| N.      | Cod. | Squadra                     |
| ------- | ---- | --------------------------- |
| 1-8     | TLJ  | Team Lotto NL-Jumbo         |
| 12-18   | ALM  | AG2R La Mondiale            |
| 21-28   | BMC  | BMC Racing Team             |
| 31-38   | LTS  | Lotto-Soudal                |
| 41-48   | QST  | Quick-Step Floors           |
| 51-58   | KAT  | Team Katusha-Alpecin        |
| 61-68   | ABS  | Aqua Blue Sport             |
| 71-78   | COF  | Cofidis                     |
| 81-88   | DEN  | Direct Énergie              |
| 93-98   | TFO  | Fortuneo-Oscaro             |
| 101-108 | RNL  | Roompot-Nederlandse Loterij |

| N.      | Cod. | Squadra                        |
| ------- | ---- | ------------------------------ |
| 111-118 | SVB  | Sport Vlaanderen-Baloise       |
| 121-128 | VWC  | Véranda's Willems-Crelan       |
| 131-138 | WGG  | Wanty-Groupe Gobert            |
| 141-148 | WVA  | WB-Veranclassic-Aqua Protect   |
| 151-158 | AAS  | AGO-Aqua Service               |
| 161-168 | ADT  | Armée de Terre                 |
| 171-178 | CIB  | Cibel-Cebon                    |
| 181-188 | PSV  | Pauwels Sauzen-Vastgoedservice |
| 191-196 | RLM  | Roubaix-Lille Métropole        |
| 201-208 | PCW  | T.Palm-Pôle Continental Wallon |
| 211-218 | TIS  | Tarteletto-Isorex              |

## Ordine d'arrivo (Top 10)
| Pos. | Corridore           | Squadra   | Tempo    |
| ---- | ------------------- | --------- | -------- |
| 1    | Daniel McLay        | Fortuneo  | 4h20'20" |
| 2    | Kenny Dehaes        | Wanty     | s.t.     |
| 3    | Anthony Turgis      | Cofidis   | s.t.     |
| 4    | Jasper De Buyst     | Lotto     | s.t.     |
| 5    | Jempy Drucker       | BMC       | s.t.     |
| 6    | Oliver Naesen       | AG2R      | s.t.     |
| 7    | Maxime Vantomme     | WB-Veran. | s.t.     |
| 8    | Dries Van Gestel    | Sport Vl. | s.t.     |
| 9    | Baptiste Planckaert | Katusha   | s.t.     |
| 10   | A. Grøndahl Jansen  | Lotto NL  | s.t.     |